# 西勒維·布洛雪
西勒維·布洛雪（法語：Sylvie Blocher，1953年—），是法國錄像藝術家。

## 生平
西勒維·布洛雪生於法國亞爾薩斯省，從小就熱衷于收集體視鏡相關的光學原理器材，這些裝備影響了她日後創作的方向和手法。1980年到1990年間，她獲得藝術碩士的文憑及藝術教師執照的考試，之後在法國教育部體制裡的學校擔任了四年的教職，但由於自覺格格不入，便辭去改換至文化部下的史特拉司堡國家劇院和藝術學院任職。同時她也和年輕作家Gérard Haller合作，一起發展她的創作手法。
1988年，西勒維·布洛雪受邀參加威尼斯雙年展，在展覽中她的作品受到極大的肯定。在1991年，西勒維·布洛雪提出ULC（Universal Local Art）的觀念，並開始發展她的代表作「Living Pictures」錄像系列作品。1995年，在埃及的亞歷山卓雙年展她受頒金牌獎。1997年，她和都市計劃暨建築師François Daune創立了都市營地（Campement Urbain）協會，在這個機會下她進行對當下都市化題材的研究，並在2002年因此獲頒Evens基金會中藝術類合作項目的大獎。目前她在巴黎北邊的聖德尼進行創作，任教于國立高等巴黎賽爾季藝術學院（École Nationale Supérieure d'Arts Paris-Cergy），定期舉辦Minimun 2研討會。在世界各地舉辦展覽，也積極地參加很多國際的示威運動。

## 重要作品
- 讓生命能見人的每日儀式（Pratiques quotidiennes pour rendre la vie présentable） , 1987.  在這個短片中她自編自演，影片錄下了她將時事和自己生活中所發生的事件轉換出的行為藝術。
- Living Pictures, 1992.
- 女士街（Rue des Dames）, 自拍錄像, 1992.
- 我的故事（Histoire de ma vie）, 1994. 西勒維·布洛雪請他偶然遇到的人或他身邊的朋友描述一段他們感動的故事。
- 城市故事（Urban Stories）, 2003. 城市故事是一個以錄像片段剪輯成的旅行日誌，在這個作品中，西勒維·布洛雪混合了許多形式，以生動且不同的取景方式記錄下她在城市所經過的角落和她與場景產生的即興行動藝術.

## 重要展覽
- Déçue, la Mariée se rhabilla, Galerie Roger Pailhas, 巴黎, 法國, 1991
- Sylvie Blocher, Carré d’Art, Nîmes, 法國, 1992
- Étang rompu, Centre d’Art Contemporain, Vassivière, 法國, 1993
- Mise à vue, Abbaye Saint-André, Centre d'Art Contemporain de Meymac|Centre d'Art Contemporain, Meymac, 法國, 1993
- Nous, FRAC, Marseille, 法國, 1995
- Warum ist Barbie Blond ?, Der Kunstraum, Dusseldorf, 德國, 1996
- Le jugement de Pâris, Art & Public, Genève, 瑞士, 1997
- Living Pictures / Themselves, York Gallery, Toronto, 加拿大, 1998
- Are you a Masterpiece?, Exploratorium, San Francisco, 美國, 2000
- Three of Us, La Chaufferie, Strasbourg, 法國, 2001
- Living Pictures and other Human Voices, Casino Luxembourg, 盧森堡, 2003
- La force de l’Art, 大皇宮, 巴黎, 法國, 2006
- Racaille, Galerie LH, 巴黎, 法國, 2007

## 相關網站
- 官方網站 （页面存档备份，存于）
- Roger Pailhas藝廊